# Palmitoil-CoA
El Palmitoil-CoA es un tioéster de acil-CoA. Es una forma "activada" del ácido palmítico y puede ser transportada a la matriz mitocondrial por el sistema lanzadera de carnitina (que transporta moléculas de acil-CoA graso a las mitocondriaS), y una vez dentro puede participar en la beta-oxidación. Alternativamente, el palmitoil-CoA se utiliza como sustrato en la biosíntesis de esfingosina (esta vía biosintética no requiere transferencia a las mitocondrias).

## Biosíntesis
El palmitoil-CoA es formado a partir de ácido palmítico, en la reacción siguiente:
Palmitato + CoA-SH + ATP  →  Palmitoil-CoA + AMP + Pirofosfato
Esta reacción a menudo se denomina "activación" de un ácido graso. La activación es catalizada por la palmitoil-coenzima A sintetasa y la reacción se desarrolla a través de un mecanismo de dos pasos, en el que el palmitoil-AMP es un intermediario. La reacción se completa mediante la hidrólisis exergónica del pirofosfato.
La activación de los ácidos grasos ocurre en el citosol y la beta-oxidación ocurre en las mitocondrias. Sin embargo, el acil-CoA graso de cadena larga no puede atravesar la membrana mitocondrial. Para que el palmitoil-CoA entre en las mitocondrias, debe reaccionar con la carnitina para poder ser transportado a través de:
Palmitoil-CoA + Carnitina  ⇌  Palmitoil-Carnitina + CoA-SH
Esta reacción de transesterificación es catalizada por la carnitina palmitoil transferasa. La palmitoil-carnitina puede translocarse a través de la membrana y, una vez en el lado de la matriz, la reacción se produce a la inversa, ya que la CoA-SH se recombina con palmitoil-CoA y se libera. Luego, la carnitina no unida se transporta de regreso al lado citosólico de la membrana mitocondrial.

## Beta-oxidación
Una vez dentro de la matriz mitocondrial, el palmitoil-CoA puede sufrir β-oxidación. La oxidación completa del ácido palmítico (o palmitoil-CoA) da como resultado 8 acetil-CoA, 7 NADH y 7H+
, y 7 FADH2 . La reacción completa está a continuación:
Palmitoil-CoA + 7 CoA-SH + 7 NAD+
 + 7 FAD  →  8 Acetil-CoA + 7 NADH + 7 H+
 + 7 FADH
2

## Biosíntesis de esfingolípidos
El palmitoil-CoA también es el sustrato inicial, junto con la serina, para la biosíntesis de esfingolípidos. El palmitoil-CoA y la serina participan en una reacción de condensación catalizada por la serina C-palmitoiltransferasa (SPT), en la que se forma 3-cetoesfinganina. Estas reacciones ocurren en el citosol.

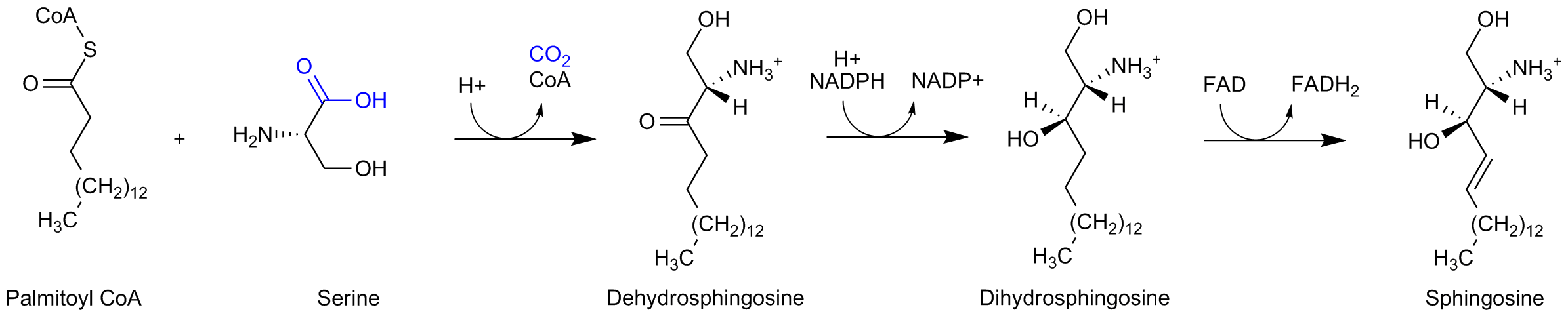
Síntesis de esfingosina

## Imágenes adicionales

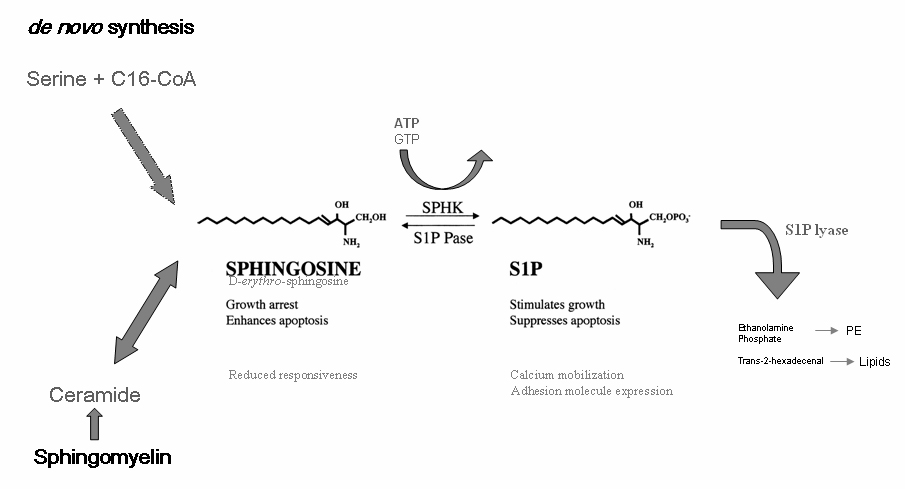
Síntesis
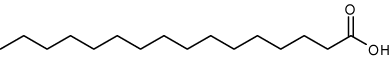
Ácido palmítico
Coenzima A